# Komi
 Ovo je glavno značenje pojma Komi. Za druga značenja pogledajte Komi (razdvojba).
Komi (komijski i ruski: Коми) je republika u Ruskoj Federaciji smještana zapadno od Urala, na sjeverozapadu Istočnoeuropske nizine. 
Komijske prašume 1995. godine uvrštene su na UNESCO-ov popis mjesta svjetske baštine u Europi.